# Androtrichum giganteum
Androtrichum giganteum är en halvgräsart som först beskrevs av Carl Sigismund Kunth, och fick sitt nu gällande namn av Hans Heinrich Pfeiffer. Androtrichum giganteum ingår i släktet Androtrichum och familjen halvgräs. Inga underarter finns listade i Catalogue of Life.